# Saturday Night Live
Saturday Night Live (abreviado como SNL) é um programa de televisão semanal de comédia criado por Lorne Michaels e desenvolvido por Dick Ebersol. O programa teve o seu primeiro episódio exibido pela NBC em 11 de outubro de 1975, sob o título original de NBC's Saturday Night. O programa sabatino gira em torno de uma série de sketches parodiando a cultura e a política americana, realizada por um grande e variado elenco a cada semana. Cada episódio é apresentado por uma celebridade convidada que atua no monólogo de abertura e participa de croquis com o elenco, contando com um convidado musical. SNL normalmente começa com um teaser que termina com um ator saindo do personagem e proclamando, "Live from New York, it's Saturday Night!", abrindo o programa na sequência. Em Portugal, foi inicialmente transmitido pela SIC Comédia até ao cancelamento do canal, actualmente passa no FX Portugal. No Brasil, o programa norte-americano foi transmitido inicialmente pela MTV Brasil, em TV aberta, no começo dos anos 90 e, também foi transmitido no canal Sony, atualmente é transmitido no canal Universal Premiere no Universal+ e uma versão brasileira foi exibida e cancelada em 2012 pela RedeTV, apresentado pelo humorista Rafinha Bastos e contando com mais dez humoristas no elenco.
Gravado no estúdio 8H na sede da NBC no GE Building, SNL já foi ao ar com 724 episódios desde sua estreia e terminou sua trigésima sétima temporada em 19 de maio de 2012, tornando-o um dos mais prolongados de programas da rede de televisão nos Estados Unidos a partir de 2012. O formato de programa é desenvolvido e recriado em vários países, incluindo Espanha, Itália, Japão, Coreia do Sul e Brasil, cada versão com diferentes níveis de sucesso. Sketches de sucesso foram produzidas fora do programa, como em filmes, embora só dois se encontraram com sucesso de crítica e financeira: The Blues Brothers (1980) e Wayne's World (1992). O programa tem sido comercializado em outras formas, incluindo versões home media de estações, livros e documentários sobre as atividades por trás das cenas de execução e desenvolvimento do show.
Michaels deixou a série em 1980 para explorar outras oportunidades, e ele foi substituído por Jean Doumanian que levou a atração para comentários desastrosos e foi substituído por Ebersol depois de uma temporada. Ebersol continuou a executar o programa até 1985, quando Michaels voltou e onde permanece desde então. Muitos do elenco do SNL descobriram o estrelato nacional quando se apresentou no programa e conseguiu o sucesso no cinema e na televisão, tanto em frente e atrás da câmeras. Em particular, SNL ajudou a lançar as carreiras de Amy Poehler, Dan Aykroyd, John Belushi, Chevy Chase, Jimmy Fallon, Will Ferrell, Tina Fey, Eddie Murphy, Bill Murray, Mike Myers e Adam Sandler. Além disso outros associados com o programa, como os escritores, passaram a carreiras de sucesso, incluindo Conan O'Brien, Brooks Max, Stephen Colbert, Larry David, Al Franken, Sarah Silverman e Robert Smigel.
Ao longo de suas mais de três décadas no ar, Saturday Night Live recebeu uma série de prêmios, incluindo 21 Prêmios Emmy do Primetime, um prêmio Peabody e três Writers Guild of America Award. Em 2000, foi empossado na National Association of Broadcasters Hall of Fame. Foi classificado em décimo lugar na TV Guide no ranking dos "50 Grandes Shows de TV de Todos os Tempos" da lista, e em 2007 ela foi listada pela revista Time como um dos "100 maiores shows de TV de todos os tempos". Em 2009, recebeu 13 indicações ao Emmy trazendo o programa um total de 126, dando-lhe as maiores indicações ao Emmy na história da televisão. O aspecto ao vivo da atração resultou em diversas controvérsias e atos de censura, com erros e atos intencionais de sabotagem por artistas e convidados.

## Equipe

### Elenco
O elenco atual do programa está listado abaixo:
| - Michael Che (2014-presente) - Mikey Day (2016-presente) - Andrew Dismukes (2020-presente) - Chloe Fineman (2019-presente) - Heidi Gardner (2017-presente) - Punkie Johnson (2020-presente) - Colin Jost (2014-presente) - Ego Nwodim (2018-presente) - Kenan Thompson (2003-presente) - Bowen Yang (2019-presente) | - Marcello Hernandez (2022-presente) - James Austin Johnson (2021-presente) - Molly Kearney (2022-presente) - Michael Longfellow (2022-presente) - Sarah Sherman (2021-presente) - Devon Walker (2022-presente) |
| - negrito denota âncora do quadro Weekend Update. | |

### Apresentadores

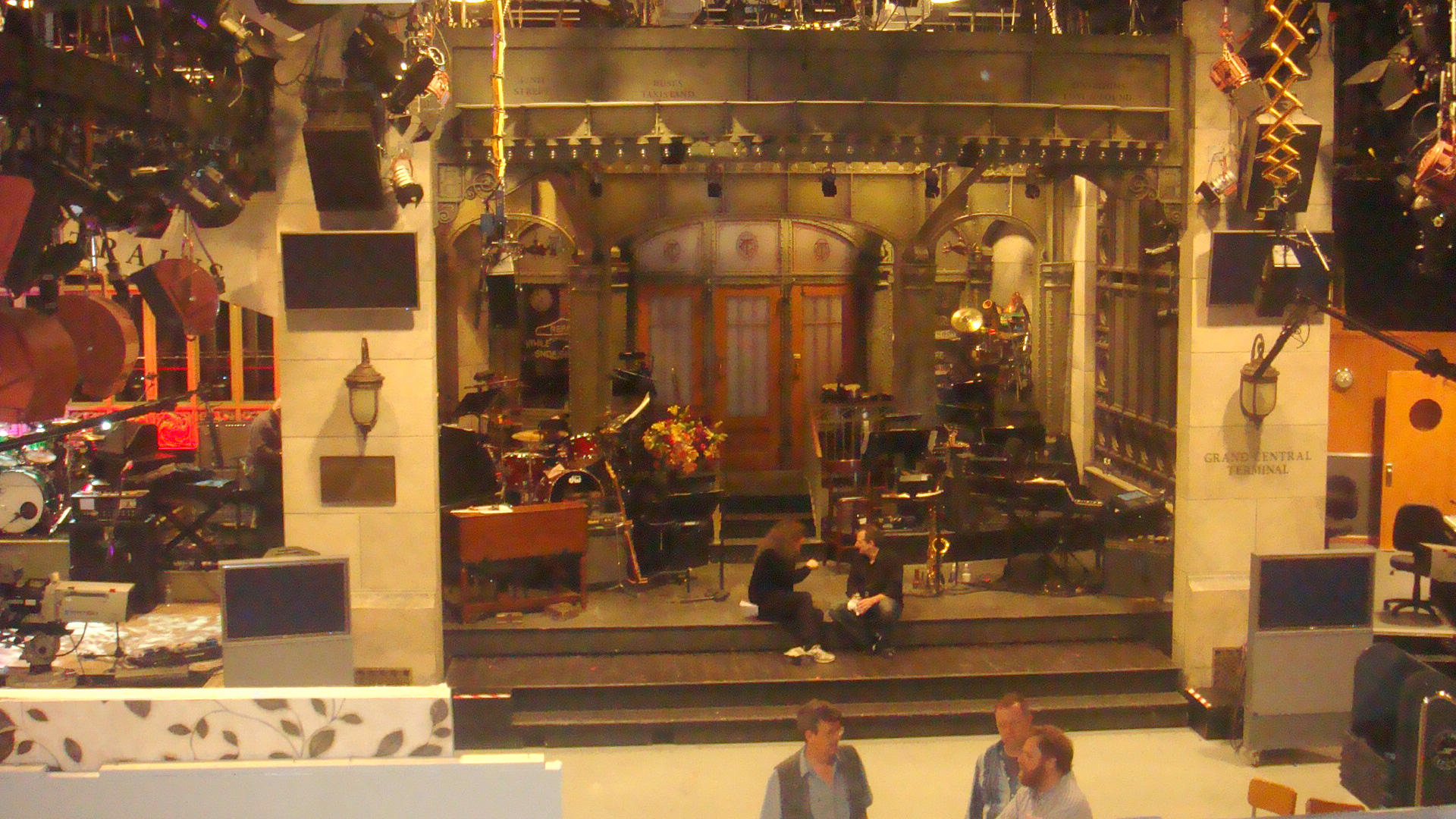
Palco do SNL

## Melhores de SNL
- Os humoristas indicados em verde, foram os eleitos como os melhores de Saturday Night Live.

| Ator            | Anos                            | Temporadas | Número de Episódios | "Melhor de SNL" |
| --------------- | ------------------------------- | ---------- | ------------------- | --------------- |
| Darrell Hammond | 1995–2009                       | 14         | 258                 | Sim             |
| Al Franken      | 1977–1980; 1985–1986; 1987–1995 | 12         | 90                  |                 |
| Tim Meadows     | 1991–2000                       | 10         | 190                 | Sim             |
| Seth Meyers     | 2001–presente                   | 10         | 138                 |                 |
| Fred Armisen    | 2002–presente                   | 9          | 118                 |                 |
| Kevin Nealon    | 1986–1995                       | 9          | 175                 |                 |
| Maya Rudolph    | 1999–2007                       | 9          | 135                 |                 |
| Phil Hartman    | 1986–1994                       | 8          | 155                 | Sim             |
| Chris Kattan    | 1996–2003                       | 8          | 150                 | Sim             |
| Horatio Sanz    | 1998–2006                       | 8          | 162                 |                 |
| Chris Parnell   | 1998–2006                       | 8          | 148                 |                 |
| Amy Poehler     | 2001–2008                       | 8          | 140                 |                 |
| Dana Carvey     | 1986-1993                       | 7          | 125                 | Sim             |
| Rachel Dratch   | 1999–2006                       | 7          | 138                 |                 |
| Will Ferrell    | 1995–2002                       | 7          | 140                 | Sim             |
| Will Forte      | 2002–2009                       | 7          | 118                 |                 |
| Tracy Morgan    | 1996–2003                       | 7          | 146                 | Sim             |
| Mike Myers      | 1989-1995                       | 7          | 122                 | Sim             |
| Molly Shannon   | 1995-2001                       | 7          | 118                 | Sim             |
| Adam Sandler    | 1991-1995                       | 4          | 44                  |                 |

## Controvérsias

### Sinéad O'Connor

Sinéad O'Connor rasgando foto do Papa João Paulo II.

Em 3 de outubro de 1992, O'Connor foi programada para aparecer, realizando uma performance a cappella de "War", canção de Bob Marley. Durante o ensaio, O'Connor levantou uma foto de uma criança dos Bálcãs como um protesto para o abuso de crianças na guerra antes de se curvar e deixar o palco, onde o diretor do episódio, Dave Wilson, descreveu como um "momento muito sensível". No entanto, durante o show ao vivo, O'Connor alterou um trecho lírico de "War", "lutar contra a injustiça racial", para "combater o abuso de crianças" como um protesto contra os casos de abuso sexual na Igreja Católica Romana. Ela apresentou uma foto do Papa João Paulo II e, ao cantar a palavra "mal", rasga a imagem em pedaços e dizendo "Combata o inimigo real". A NBC não tinha conhecimento prévio do plano de O'Connor, e Wilson, propositadamente, não usou o botão "aplauso", deixando o público a sentar-se em silêncio. Michaels fez a decisão de permitir O'Connor para subir ao palco com o resto do elenco no final do programa, para o qual foi posteriormente punido. A NBC recebeu milhares de telefonemas furiosos na sequência do incidente, e protestos contra O'Connor ocorreram fora do prédio 30 Rock, onde um rolo compressor esmagou dezenas de suas fitas, CDs e LPs. Nas semanas seguintes no SNL, os convidados Joe Pesci e Madonna, manifestaram a sua falta de apoio para O'Connor.
Em 2012, a NBC ainda se recusa a retransmitir a sequência com a exceção de uma entrevista com O'Connor no programa The Rachel Maddow Show, exibido pelo canal MSNBC em 24 de abril de 2010, quando o clipe foi exibido na íntegra. Em retransmissões o incidente é substituído com a performance do ensaio geral. O episódio original foi disponibilizado em quatro volumes do DVD especial Saturday Night Live - 25 Years of Music, com uma introdução de Michaels sobre o incidente. Em 20 de fevereiro de 2011, o clipe foi exibido no especial "Backstage", mostrando imagens do ensaio e performance ao vivo lado a lado. Foram feitos cortes para os entrevistados durante o momento em que a foto foi rasgada.
O incidente foi ironizado durante um episódio da série de televisão 30 Rock, em que uma mulher vai para um palco da NBC, e as lágrimas, rasga a foto de O'Connor pela metade.

### Rage Against the Machine
Em 13 de abril de 1996, a banda Rage Against the Machine (RATM) foi programa para executar duas músicas. O programa foi apresentado naquela noite pelo ex-candidato presidencial republicano Steve Forbes. De acordo com o guitarrista do RATM, Tom Morello, "RATM queria ficar em justaposição afiada para um bilionário contando piadas e promover seu imposto fixo, fazendo nossa própria declaração". Para este fim, a banda pendurou, de cabeça para baixo, duas bandeiras dos Estados Unidos nos seus amplificadores. Segundos antes de subir ao palco para executar "Bulls on Parade", SNL e NBC enviaram ajudantes para puxar as bandeiras para baixo. Após a remoção das bandeiras durante a primeira apresentação, a banda foi abordada por funcionários do SNL e NBC e obrigada a sair imediatamente do edifício. Ao ouvir isso, o baixista Tim Commerford supostamente invadiu o camarim de Forbes, jogando retalhos de uma das bandeiras arrancadas. Morello observou que os membros do elenco do SNL e da equipe técnica, a quem ele se recusou a citar, "expressou solidariedade com as nossas ações, e um senso de vergonha que seu programa havia censurado a performance".

## Filmes baseados no SNL
| Filme                   | Estreia | Ganho       | Gross        | Rotten Tomatoes Avaliação | Metacritic Avaliação |
| The Blues Brothers      | 1980    | $27 million | $57,229,890  | 76%                       | -                    |
| Wayne's World           | 1992    | $20 million | $121,697,323 | 83%                       | 53                   |
| Wayne's World 2         | 1993    | $40 milhões | $48,197,805  | 58%                       | -                    |
| Coneheads               | 1993    | ?           | $21,274,717  | 27%                       | -                    |
| It's Pat                | 1994    | ?           | $60,822      | 0%                        | -                    |
| Stuart Saves His Family | 1995    | $15 milhões | $912,082     | 29%                       | -                    |
| A Night at the Roxbury  | 1998    | $17 milhões | $30,331,165  | 10%                       | 26                   |
| Blues Brothers 2000     | 1998    | $28 milhões | $14,051,384  | 45%                       |                      |
| Superstar               | 1999    | $14 milhões | $30,636,478  | 33%                       | 42                   |
| The Ladies Man          | 2000    | $11 milhões | $13,616,610  | 11%                       | 22                   |
| MacGruber               | 2010    | $10 milhões |              |                           |                      |

## Outras versões

### Brasil
No dia 1 de março de 2012, a Rede TV! anunciou que o humorista Rafinha Bastos seria o produtor-executivo da versão brasileira do SNL. O programa tentou manter o esquema tradicional do original americano: um apresentador por noite, sketchs e um convidado musical. Apesar do nome original ser mantido, o programa foi inicialmente apresentado aos domingos. Além de Rafinha, outros humoristas fizeram parte do elenco do SNL: Marcela Leal, Anderson Bizzocchi, Claudio Carneiro, Marco Gonçalves, Carol Zoccoli, Rudy Laducci e Fernando Muylaert. A direção foi de Tininha Araújo. O programa não obteve o sucesso esperado e terminou em setembro de 2012.